# Juan Antonio Medina
Juan Antonio Medina, španski rokometaš, * 3. september 1946.
Leta 1972 je na poletnih olimpijskih igrah v Münchnu v sestavi španske rokometne reprezentance osvojil 15. mesto.